# Adolf Burger

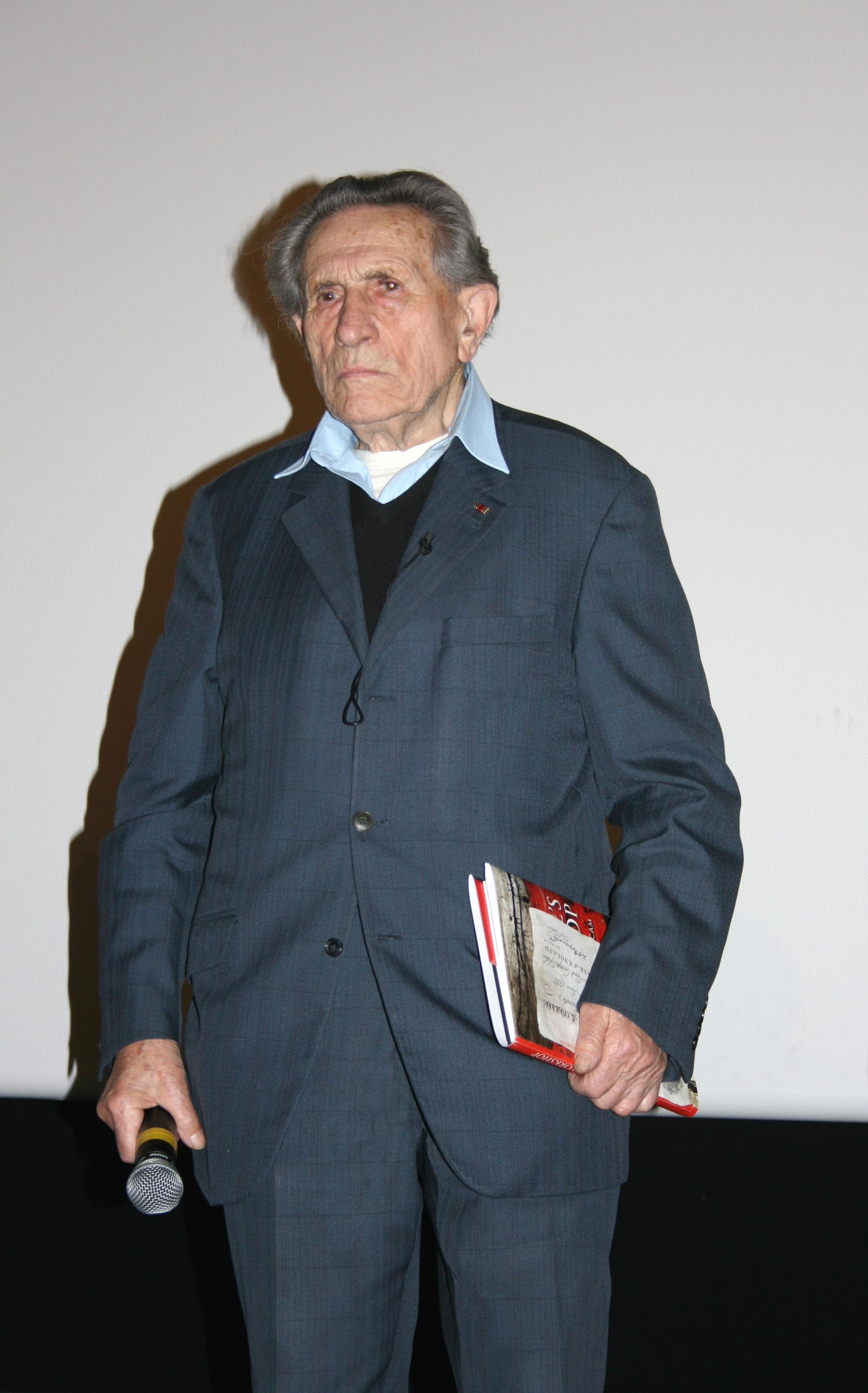
Adolf Burger, Paris, Januar 2008

Adolf Burger (* 12. August 1917 in Großlomnitz, Ungarn; † 6. Dezember 2016 in Prag) war Buchdrucker und Holocaust-Überlebender, der als jüdischer Häftling eine wichtige Rolle als Fälscher im Rahmen des Unternehmens Bernhard im Konzentrationslager Sachsenhausen spielte.

## Leben
Burger wurde in einer jüdischen Familie in dem Bergdorf Veľká Lomnica am Fuße der Hohen Tatra geboren. Nach dem Tod des Vaters übersiedelte die Mutter mit ihren vier Kindern nach Poprad. Burger machte eine Druckerlehre. 1934 war er in den Ferien in der linkssozialistischen jüdischen Hashomer Hatzair aktiv. Nach der Gesellenprüfung wurde Burger 1937 zum Dienst in der tschechoslowakischen Armee einberufen, aus der er 1939 nach der Gründung der Ersten Slowakischen Republik als Jude entlassen wurde. Er kam für ein halbes Jahr in ein Arbeitslager nach Levoča, danach arbeitete er in einer Druckerei in Bratislava. Dort kam er mit der Widerstandsbewegung in Kontakt. Er druckte Taufscheine für Juden und rettete damit viele Leben. Er lernte dort auch seine spätere Frau Gisela kennen.
Im August 1942 wurden er und seine Frau wegen der illegalen Tätigkeit – getrennt voneinander – von der slowakischen Gestapo in Bratislava verhaftet; im KZ Žilina sahen sie sich kurz wieder. Adolf wurde in das KZ Auschwitz verschleppt, wo er die Häftlings-Nr. 64401 erhielt. Gisela wurde im Vernichtungslager Auschwitz-Birkenau ermordet.
Als gelernter Buchdrucker und Setzer wurde Adolf Burger auf Befehl des Sicherheitsdienstes der SS zwei Jahre später in die Fälscherwerkstatt (Blocks 18 und 19) des KZ Sachsenhausen bei Berlin kommandiert, in dem in großen Mengen britische Pfundnoten, jugoslawisches Partisanen-Geld, sowjetische Ausweise, brasilianische, britische und amerikanische Pässe, Soldbücher, Briefmarken und Formbriefe, wie beispielsweise die des Palästina-Amtes in Genf, gefälscht wurden. Die streng geheime Mission, die unter dem Decknamen Unternehmen Bernhard von Bernhard Krüger betrieben wurde, war von Himmler befohlen und von Hitler abgesegnet.
Vor den herannahenden Alliierten wurde die Fälscherwerkstatt zu Kriegsende zuerst nach Mauthausen und dann in das KZ Ebensee – ein Außenlager von Mauthausen – verlagert. Dort wurde Burger am 6. Mai 1945 durch Soldaten der 3. US-Armee befreit. Er kehrte in die Tschechoslowakei zurück und erreichte am 20. Mai 1945 Prag. In seiner Heimatstadt Poprad erfuhr er, dass seine Mutter vier Monate vor Ende des Krieges in das Konzentrationslager Ravensbrück und der Stiefvater nach Sachsenhausen deportiert und ermordet worden waren.
Adolf Burger arbeitete nach dem Krieg in Prag wieder als Drucker.
Er war als Vertreter der tschechischen Sachsenhausen-Häftlinge Vizepräsident im Internationalen Sachsenhausen-Komitee und darüber hinaus engagiert im Auschwitzkomitee.
Als Zeitzeuge besuchte er Schulen und sprach bis ins hohe Alter vor mehr als 90.000 Jugendlichen. Nicht wenige dieser Veranstaltungen waren mitorganisiert von der Else-Lasker-Schüler-Gesellschaft, deren Ehrenmitglied Burger ab dem 28. Februar 2008 war und bis zu seinem Ableben blieb.

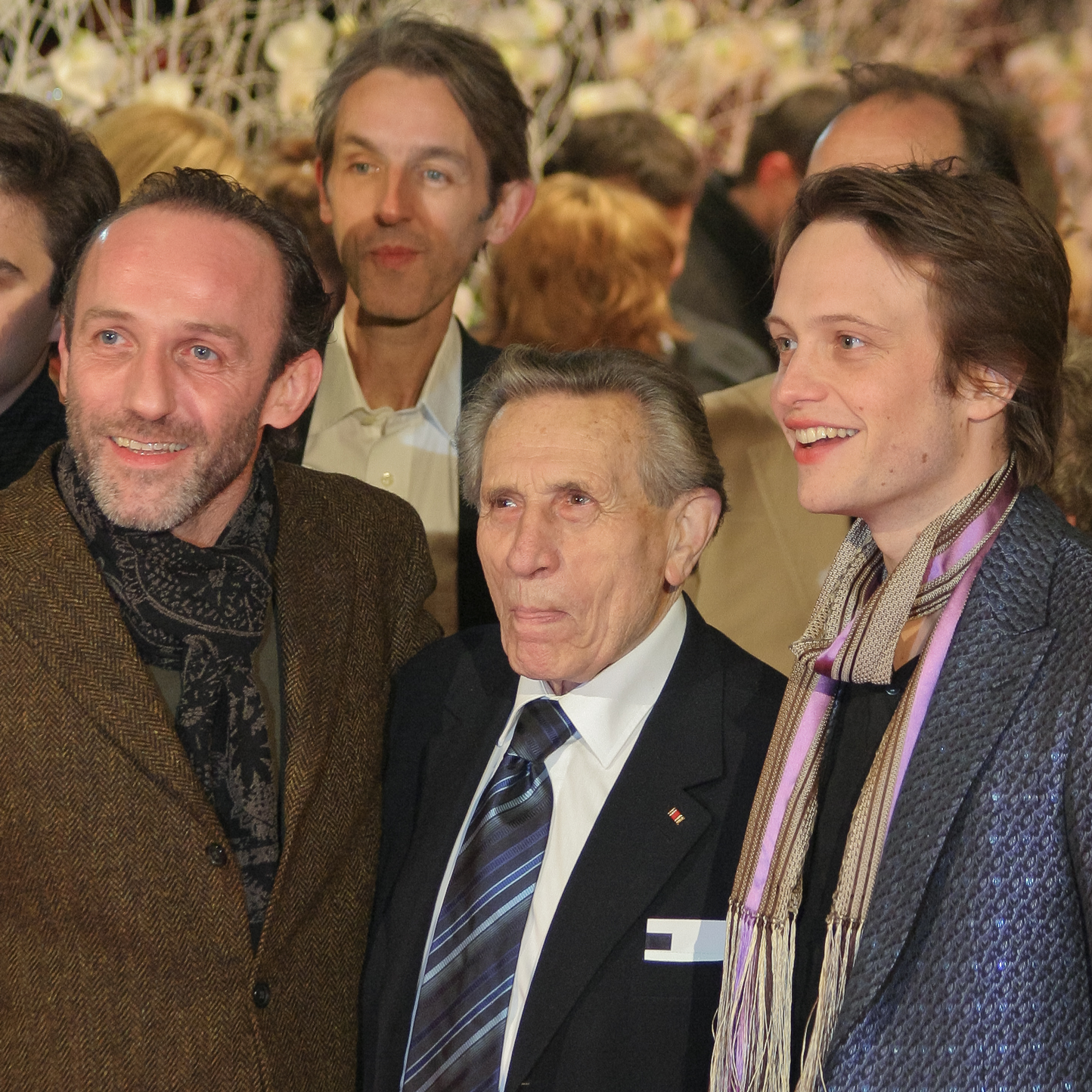
Adolf Burger zwischen den Schauspielern Karl Markovics und August Diehl bei der Erstaufführung des Films Die Fälscher auf der Berlinale 2007

## Der Film „Die Fälscher“
2006 wurde der Spielfilm Die Fälscher gedreht. Das Drehbuch basiert auf den Erinnerungen Adolf Burgers an seine Zeit in Sachsenhausen, Regie führte Stefan Ruzowitzky. Der Film mit August Diehl in der Rolle von Adolf Burger wurde 2007 im Wettbewerb der Berlinale uraufgeführt. Er kam im März 2007 in Deutschland und Österreich in die Kinos und gewann im Februar 2008 bei der 80. Oscarverleihung – als erster österreichischer Film überhaupt – die Auszeichnung in der Kategorie „Bester fremdsprachiger Film“.

## Schriften
- Číslo 64401 mluví. Podle vyprávění Adolfa Burgra napsali Sylva a Oskar Krejčí, Umschlag von Lev Haas, Gustav Petrů, Praha 1945, OCLC 85413815 (Nummer 64401 spricht, Beilagen mit SW-Fotos aus Ebensee, die kurz nach der Befreiung entstanden waren, tschechisch).
- Unternehmen Bernhard. Die Fälscherwerkstatt im KZ Sachsenhausen (= Reihe Deutsche Vergangenheit, Band 82). Edition Hentrich, Berlin 1992, ISBN 3-89468-056-3.
- Des Teufels Werkstatt. Die größte Geldfälscheraktion der Weltgeschichte. Autobiographie 1942–1945 und Erlebnisbericht, Neues Leben, Berlin 1999, ISBN 3-555-01486-9 (erweiterte Auflage von: Unternehmen Bernhard, 1992).
- Des Teufels Werkstatt. Die Geldfälscherwerkstatt im KZ Sachsenhausen. Hentrich & Hentrich, Teetz 2005, ISBN 3-933471-80-X (Textgleicher Nachdruck der Ausgabe von 1999).